# 50. National Hockey League All-Star Game
Das 50. National Hockey League All-Star Game wurde am 6. Februar 2000 in Toronto, Ontario, ausgetragen. Die Gastgeber des Spieles waren die Toronto Maple Leafs.
An der Veranstaltung, die im Air Canada Centre stattfand, nahmen die besten Spieler der National Hockey League teil. Im Spiel traten die besten Spieler aus Nordamerika stammenden Spieler gegen die besten Spieler aus den anderen Kontinenten an. Die Startformationen der All-Star Teams konnten durch die Fans über eine Abstimmung bestimmt werden. Im Stadion waren 19.300 Zuschauer.

## Mannschaften
| #           | Land               | Spieler          | Pos.            | Team                    |
| Torhüter    |                    |                  |                 |                         |
| 31          | Kanada             | Curtis Joseph    | Curtis Joseph   | Toronto Maple Leafs     |
| 30          | Kanada             | Martin Brodeur   | Martin Brodeur  | New Jersey Devils       |
| 35          | Vereinigte Staaten | Mike Richter     | Mike Richter    | New York Rangers        |
| Verteidiger |                    |                  |                 |                         |
| 4           | Kanada             | Rob Blake        | Rob Blake       | Los Angeles Kings       |
| 44          | Kanada             | Chris Pronger    | Chris Pronger   | St. Louis Blues         |
| 77          | Kanada             | Ray Bourque – C  | Ray Bourque – C | Boston Bruins           |
| 24          | Vereinigte Staaten | Chris Chelios    | Chris Chelios   | Detroit Red Wings       |
| 37          | Kanada             | Éric Desjardins  | Éric Desjardins | Philadelphia Flyers     |
| 6           | Vereinigte Staaten | Phil Housley     | Phil Housley    | Calgary Flames          |
| 2           | Kanada             | Al MacInnis      | Al MacInnis     | St. Louis Blues         |
| 3           | Kanada             | Scott Stevens    | Scott Stevens   | New Jersey Devils       |
| Angreifer   |                    |                  |                 |                         |
| 19          | Kanada             | Steve Yzerman    | C               | Detroit Red Wings       |
| 9           | Kanada             | Paul Kariya      | LW              | Mighty Ducks of Anaheim |
| 14          | Kanada             | Brendan Shanahan | LW              | Detroit Red Wings       |
| 10          | Vereinigte Staaten | Tony Amonte      | RW              | Chicago Blackhawks      |
| 23          | Vereinigte Staaten | Scott Gomez      | C               | New Jersey Devils       |
| 16          | Vereinigte Staaten | John LeClair     | LW              | Philadelphia Flyers     |
| 88          | Kanada             | Eric Lindros     | C               | Philadelphia Flyers     |
| 11          | Kanada             | Mark Messier     | C               | Vancouver Canucks       |
| 27          | Vereinigte Staaten | Mike Modano      | C               | Dallas Stars            |
| 13          | Kanada             | Owen Nolan       | LW              | San Jose Sharks         |
| 8           | Kanada             | Mark Recchi      | RW              | Philadelphia Flyers     |
| 97          | Vereinigte Staaten | Jeremy Roenick   | C               | Phoenix Coyotes         |
| 91          | Kanada             | Joe Sakic        | C               | Colorado Avalanche      |
| –           | Kanada             | Pierre Turgeon   | C               | St. Louis Blues         |
| 15          | Kanada             | Ray Whitney      | LW              | Florida Panthers        |

| #           | Land        | Spieler              | Pos.                 | Team                    |
| Torhüter    |             |                      |                      |                         |
| –           | Tschechien  | Dominik Hašek        | Dominik Hašek        | Buffalo Sabres          |
| 1           | Tschechien  | Roman Turek          | Roman Turek          | St. Louis Blues         |
| 37          | Deutschland | Olaf Kölzig          | Olaf Kölzig          | Washington Capitals     |
| 35          | Schweden    | Tommy Salo           | Tommy Salo           | Edmonton Oilers         |
| Verteidiger |             |                      |                      |                         |
| 5           | Schweden    | Nicklas Lidström – C | Nicklas Lidström – C | Detroit Red Wings       |
| 18          | Lettland    | Sandis Ozoliņš       | Sandis Ozoliņš       | Colorado Avalanche      |
| 2           | Tschechien  | Petr Buzek           | Petr Buzek           | Atlanta Thrashers       |
| 36          | Russland    | Dmitri Juschkewitsch | Dmitri Juschkewitsch | Toronto Maple Leafs     |
| 27          | Finnland    | Teppo Numminen       | Teppo Numminen       | Phoenix Coyotes         |
| 56          | Russland    | Sergei Subow         | Sergei Subow         | Dallas Stars            |
| 23          | Tschechien  | Petr Svoboda         | Petr Svoboda         | Tampa Bay Lightning     |
| –           | Finnland    | Kimmo Timonen        | Kimmo Timonen        | Nashville Predators     |
| Angreifer   |             |                      |                      |                         |
| 68          | Tschechien  | Jaromír Jágr         | RW                   | Pittsburgh Penguins     |
| 8           | Finnland    | Teemu Selänne        | RW                   | Mighty Ducks of Anaheim |
| 13          | Schweden    | Mats Sundin          | C                    | Toronto Maple Leafs     |
| 14          | Tschechien  | Radek Bonk           | C                    | Ottawa Senators         |
| 10          | Russland    | Pawel Bure           | RW                   | Florida Panthers        |
| 20          | Russland    | Waleri Bure          | RW                   | Calgary Flames          |
| 28          | Polen       | Mariusz Czerkawski   | RW                   | New York Islanders      |
| 38          | Slowakei    | Pavol Demitra        | RW                   | St. Louis Blues         |
| 29          | Tschechien  | Patrik Eliáš         | LW                   | New Jersey Devils       |
| –           | Schweden    | Peter Forsberg       | C                    | Colorado Avalanche      |
| 23          | Tschechien  | Milan Hejduk         | RW                   | Colorado Avalanche      |
| 24          | Finnland    | Sami Kapanen         | RW                   | Carolina Hurricanes     |
| 25          | Russland    | Wiktor Koslow        | RW                   | Florida Panthers        |
| 26          | Tschechien  | Martin Ručínský      | LW                   | Montréal Canadiens      |
| 81          | Slowakei    | Miroslav Šatan       | LW                   | Buffalo Sabres          |

## SuperSkills Competition
In der SuperSkills Competition, die am Vortag des All-Star Game stattfindet, müssen die Spieler ihre Fähigkeiten in unterschiedlichen Gebieten, wie Schnelligkeit, Puckkontrolle oder Schusshärte unter Beweis stellen. Dabei traten die Spieler der Welt All-Stars gegen die der Nordamerika All-Stars an.

### Sieger
Endstand: Welt All-Stars 13 – 11 Nordamerika All-Stars
| Wettbewerb        | Mannschaftswertung    | Einzelwertung                                    |
| Puckkontrolle     | Welt All-Stars        | Paul Kariya (Nordamerika)                        |
| Schnelligkeit     | Welt All-Stars        | Sami Kapanen (Welt)                              |
| Schusshärte       | Nordamerika All-Stars | Al MacInnis (Nordamerika)                        |
| Rapid Fire        | Nordamerika All-Stars | –                                                |
| Schussgenauigkeit | Welt All-Stars        | Ray Bourque (Nordamerika) / Wiktor Koslow (Welt) |
| Shootout          | World All-Stars       | –                                                |
| Bester Torhüter   | –                     | Mike Richter (Nordamerika)                       |

## Spielverlauf

### Welt All-Stars 9 – 4 Nordamerika All-Stars
All-Star Game MVP: Pawel Bure (3 Tore + 2 Vorlagen)
| Team                  | Zeit  | Stand | Torschütze           | Vorlagengeber        | Vorlagengeber   |
| 1. Drittel            |       |       |                      |                      |                 |
| Welt All-Stars        | 3:12  | 1–0   | Pavol Demitra        | Dmitri Juschkewitsch | Patrik Eliáš    |
| Welt All-Stars        | 10:50 | 2–0   | Jaromír Jágr         | Martin Ručínský      |                 |
| Nordamerika All-Stars | 13:56 | 2–1   | Joe Sakic            | Ray Whitney          | Mark Recchi     |
| Welt All-Stars        | 14:35 | 3–1   | Dmitri Juschkewitsch | Wiktor Koslow        | Pawel Bure      |
| Nordamerika All-Stars | 19:30 | 3–2   | Jeremy Roenick       | Mike Modano          |                 |
| 2. Drittel            |       |       |                      |                      |                 |
| Welt All-Stars        | 20:33 | 4–2   | Pawel Bure           | Waleri Bure          |                 |
| Welt All-Stars        | 28:38 | 5–2   | Pawel Bure           | Waleri Bure          | Wiktor Koslow   |
| Nordamerika All-Stars | 32:14 | 5–3   | Tony Amonte          | Mike Modano          | Ray Bourque     |
| Nordamerika All-Stars | 37:08 | 5–4   | Ray Whitney          | Éric Desjardins      | Mark Messier    |
| 3. Drittel            |       |       |                      |                      |                 |
| Welt All-Stars        | 48:52 | 6–4   | Pavol Demitra        | Milan Hejduk         | Patrik Eliáš    |
| Welt All-Stars        | 49:31 | 7–4   | Pawel Bure           | Nicklas Lidström     | Wiktor Koslow   |
| Welt All-Stars        | 50:51 | 8–4   | Miroslav Šatan       | Mariusz Czerkawski   | Radek Bonk      |
| Welt All-Stars        | 59:28 | 9–4   | Radek Bonk           | Jaromír Jágr         | Martin Ručínský |

## Heroes of Hockey Game
| Pos.        | Land               | Spieler            |
| Torhüter    |                    |                    |
| G           | Kanada             | Greg Millen        |
| Verteidiger |                    |                    |
| D           | Kanada             | Al Arbour          |
| D           | Kanada             | Bill Gadsby        |
| D           | Kanada             | Harry Howell       |
| D           | Kanada             | Jacques Laperrière |
| D           | Kanada             | Guy Lapointe       |
| D           | Vereinigte Staaten | Reed Larson        |
| D           | Kanada             | Brad Park          |
| D           | Kanada             | Pierre Pilote      |
| D           | Kanada             | Doug Wilson        |
| Angreifer   |                    |                    |
| RW          | Kanada             | Glenn Anderson     |
| RW          | Kanada             | Dino Ciccarelli    |
| C           | Kanada             | Alex Delvecchio    |
| C           | Kanada             | Marcel Dionne      |
| C           | Kanada             | Bernie Federko     |
| RW          | Kanada             | Rod Gilbert        |
| C           | Kanada             | Michel Goulet      |
| LW          | Kanada             | Bobby Hull         |
| RW          | Finnland           | Jari Kurri         |
| LW          | Kanada             | Ted Lindsay        |
| LW          | Kanada             | Pete Mahovlich     |
| C           | Kanada             | Henri Richard      |
| C           | Kanada             | Steve Shutt        |
| C           | Slowakei           | Peter Šťastný      |
| RW          | Kanada             | Ed Westfall        |

| Pos.        | Land               | Spieler          |
| Torhüter    |                    |                  |
| G           | Kanada             | Allan Bester     |
| Verteidiger |                    |                  |
| D           | Kanada             | Jim Gregory      |
| D           | Kanada             | Larry Hillman    |
| D           | Kanada             | Red Kelly        |
| D           | Kanada             | Jim McKenny      |
| D           | Kanada             | Mike Pelyk       |
| D           | Kanada             | Marcel Pronovost |
| D           | Schweden           | Börje Salming    |
| D           | Kanada             | Ian Turnbull     |
| Angreifer   |                    |                  |
| C           | Kanada             | Pat Boutette     |
| C           | Kanada             | Brian Conacher   |
| C           | Kanada             | Dan Daoust       |
| C           | Kanada             | Bill Derlago     |
| RW          | Kanada             | Ron Ellis        |
| C           | Vereinigte Staaten | Tom Fergus       |
| C           | Kanada             | Bill Derlago     |
| LW          | Kanada             | Paul Henderson   |
| RW          | Kanada             | Gary Leeman      |
| LW          | Kanada             | Lanny McDonald   |
| C           | Kanada             | Fleming Mackell  |
| LW          | Kanada             | Frank Mahovlich  |
| LW          | Kanada             | Dan Maloney      |
| RW          | Kanada             | Bob Nevin        |
| LW          | Kanada             | Mark Osborne     |
| C           | Kanada             | Jim Pappin       |
| C           | Kanada             | Bob Pulford      |
| C           | Kanada             | Eddie Shack      |
| C           | Kanada             | Darryl Sittler   |
| C           | Kanada             | Pete Stemkowski  |
| C           | Kanada             | Errol Thompson   |
| C           | Kanada             | Norm Ullman      |
| RW          | Kanada             | Rick Vaive       |
| C           | Kanada             | Tiger Williams   |
| C           | Kanada             | Mike Walton      |

### Das Spiel
Toronto Heroes of Hockey 6 – 1 NHL Heroes of Hockey
Das Spiel wurde in zwei Halbzeiten ausgetragen
Halbzeitergebnisse:  2–0, 4–1